# Cannaphila mortoni
Cannaphila mortoni är en trollsländeart som beskrevs av Donnelly 1992. Cannaphila mortoni ingår i släktet Cannaphila och familjen segeltrollsländor. IUCN kategoriserar arten globalt som otillräckligt studerad. Inga underarter finns listade i Catalogue of Life.